# Amour et Devoir (film américain, 1931)
Pour les articles homonymes, voir Amour et Devoir.
Pour plus de détails, voir Fiche technique et Distribution.
Amour et Devoir (In Line of Duty) est un film américain réalisé par Bert Glennon, sorti en 1931.

## Synopsis
Le caporal Sherwood de la Police montée du Canada suit la piste du fugitif Jean Duchène. Il a un accident et est soigné par Felice Duchène, la propre fille du fugitif. Ils tombent amoureux l'un de l'autre et Sherwood doit choisir entre la femme qu'il aime et son travail. Il est sauvé d'une décision difficile lorsque Jean accepte un duel avec Jacques Duprès et laisse délibérément son arme non chargée, espérant que sa mort épargnera à sa fille de savoir que son père est un meurtrier.

## Fiche technique
- Titre original : In Line of Duty
- Titre français : Amour et devoir
- Réalisation : Bert Glennon
- Scénario : G. A. Durlam
- Photographie : Archie Stout
- Montage : Leonard Wheeler
- Production : Trem Carr
- Société de production : Monogram Pictures
- Société de distribution : Monogram Pictures
- Pays d'origine :  États-Unis
- Langue originale : anglais
- Format : Noir et blanc  — 35 mm — 1,37:1 — son mono
- Genre : Western
- Durée : 59 minutes
- Dates de sortie : 
  - États-Unis : 28 novembre 1931
  - Royaume-Uni : 7 février 1932
  - France : 23 février 1934

## Distribution
- Sue Carol : Felice Duchène
- Noah Beery : Jean Duchène
- Francis McDonald : Jacques Duprès
- James Murray : Caporal Sherwood
- Richard Cramer : Hugh Fraser